# Lunularia repanda
Lunularia repanda är en mossdjursart som först beskrevs av Maplestone 1904.  Lunularia repanda ingår i släktet Lunularia och familjen Lunulariidae. Inga underarter finns listade i Catalogue of Life.